# Bembecia senilis
Bembecia senilis is een vlinder uit de familie wespvlinders (Sesiidae), onderfamilie Sesiinae.
Bembecia senilis is voor het eerst wetenschappelijk beschreven door Grumm-Grshimailo in 1890. De soort komt voor in het Palearctisch gebied.